# Ouled Djellal
Ouled Djellal là một đô thị thuộc tỉnh Biskra, Algérie. Dân số thời điểm năm 2002 là 45.622 người.